# Conta conta
Conta conta és una espècie de peix de la família Erethistidae i de l'ordre dels siluriformes.

## Morfologia
- Els mascles poden assolir 7,8 cm de longitud total.[2][3]

## Hàbitat
És un peix d'aigua dolça i de clima subtropical (18 °C-28 °C).

## Distribució geogràfica
Es troba a Àsia: l'Índia i Bangladesh.